# Tellermine 35 (Stahl)
Tellermine 35 (Stahl) – niemiecka mina przeciwpancerna z okresu II wojny światowej, odmiana miny Tellermine 35.
Korpus miny wykonany był ze stali, wypełniona była trotylem.  Wieko miny było żeberkowane by zapobiec zsypywaniu się z niej piaskowi w warunkach pustynnych, miała też inne zapalniki naciskowe wyzwalane pod większym ciężarem (225-296 kg).